# Velika četvorka
Velika četvorka (izdan 1927.) je roman u kojem su glavni likovi Hercule Poirot, satnik Arthur Hastings i Viši inspektor Japp, a napisala ga je Agatha Christie.

## Radnja
Poirot se u ovom djelu mora součiti s četiri "umjetnika kriminala": kineski političar, američki tajkun, francuski nuklearni znanstvenik i britanski ubojica i majstor prerušavanja. Njihovi planovi prijete svijetu...

## Ekranizacija
Ekraniziran je u trinaestoj, posljednjoj sezoni (2013.) TV serije Poirot s Davidom Suchetom u glavnoj ulozi.

## Poveznice
- Velika četvorka na Agatha-Christie.net, najvećoj domaćoj stranici obožavatelja Agathe Christie